# حقل الأعداد الجبرية
في الرياضيات، حقل الأعداد الجبرية (بالإنجليزية: Algebraic number field)‏ (أو حقل الأعداد) (F) هو امتداد حقل (جبري) محدود، منته وثابت لـحقل الأعداد الكسرية؛ يُرمز للأعداد الكسرية بالرمز Q. لذلك يُعد حقل الأعداد الجبرية F حقلًا يضم الأعداد الكسرية Q ولديه بُعْد محدود ومنته عند اعتباره فضاء متجهيًا على Q.
تُعد دراسة كل من حقول الأعداد الجبرية والامتدادات الجبرية لحقل الأعداد الكسرية الموضوع الرئيسي في نظرية الأعداد الجبرية.

## التعريف

### الشروط
تعتمد نظرية حقل الأعداد الجبرية وتقوم على المفهوم الرياضي الحقل تتكون الحقول من مجموعة من العناصر مزودة بعمليتين ثنائيتين هما الجمع والضرب، وبعض الافتراضات التوزيعية. مثال شائع على الحقل هو حقل الأعداد الكسرية؛ يُشار إليه عادةً بالرمز Q، مزود بالعمليات الحسابية الطبيعية مثل الجمع إِلَخ.
من أجل تعريف كامل لحقول الأعداد الجبرية، لابد من ذكر الفضاء المتجهي. يمكن تعريف الفضاء المتجهي كمجموعة تتكون من متتاليات (sequences) (أو متتابعات) (tuples)
(x1, x2, ...)
، ومدخلاتها هي عناصر حقل ثابت مثل حقل الأعداد الكسرية Q. , يمكن جمع متتاليتين من خلال جمع المُدخلات واحدًا تلو الآخر. بالإضافة إلى إمكانية ضرب أي متتالية في عنصر مفرد c من الحقل الثابت تُتحقق هاتان العمليتان؛ جمع المتجهات والضرب المعتاد (scalar multiplication)؛ عدد من الخواص التي بدورها تخدم تعريف الفضاء المتجهي على نحو تجريدي. كما يمكن للمتجهات أن تكون ذات "أبعاد غير منتهية"؛ بمعنى أن المتتاليات المُكونة للفضاء المتجهي هي ذات اِمْتِداد غير منته. بالرغم من ذلك، هناك فضاء متجهي يتكون من متتاليات منتهية
(x1, x2, ..., xn),
وفي هذه الحالة يُقال أن الفضاء المتجهي له بعد منته؛ n.

### التعريف
حقل الأعداد الجبرية (أو حقل الأعداد) هودرجة امتداد حقول منتهية لحقل الأعداد الكسرية. هنا يُسمى بعده كفضاء متجهي لـ Q بـ الدرجة (degree).

## أمثلة
- أبسط وأصغر حقل أعداد هو حقل الأعداد القياسية Q من مجموعة الأعداد الكسرية. العديد من خواص حقول الأعداد الجبرية، مثل تحليل العوامل الأوحد (unique factorization) تمت صياغاتها على غرار خواص الأعداد الكسرية Q.
- يُشار إلى الأعداد الكسرية غاوسي (Gaussian rationals) بالرمزين Q(i) وتُكتب وتُقرأ هكذا "Q مجاورة لـi") وكأنهما كلمة واحدة، ومن هنا تم تقديم أول مثال غير بديهي لحقل الأعداد. كما تُعد عناصرها عبارات وتركيبات لهذه الصيغة

a+bi
حيث يُعتبر كُل من a وb من الأعداد الكسرية بينما يُعد i وحدة تخيلية. يمكن جمع، طرح، وضرب مثل هذه التركيبات وفقًا للقواعد الحسابية والمبسطة مع استخدام المطابقة الرياضية.
i2 = −1.
للإيضاح،
(a + bi) + (c + di) = (a + c) + (b + d)i,
(a + bi) (c + di) = (ac − bd) + (ad + bc)i.
وفقًا إلى المطابقة الرياضية، تُعد الأعداد الكسرية غاوسي التي لا تساوي الصفر أعداد معاكسة
{\displaystyle (a+bi)\left({\frac {a}{a^{2}+b^{2}}}-{\frac {b}{a^{2}+b^{2}}}i\right)={\frac {(a+bi)(a-bi)}{a^{2}+b^{2}}}=1.}
ويترتب على ذلك تشكيل الأعداد الكسرية غاوسي لحقل أعداد ثنائي الأبعاد مثل الفضاء المتجهي على Q.
- بوجه عام، الحقل التربيعي لأي عدد صحيح خال من المربعات d

Q(√d)
هو حقل أعداد ناتج عن مجاورة الجذر التربيعي d لحقل الأعداد الكسرية. في هذا الحقل، يتم تعريف العمليات الحسابية تزامنًا مع الأعداد الكسرية غاوسي؛ d = − 1.
- Cyclotomic field

Q(ζn), ζn = exp (2πi / n)
هو حقل أعداد ناتج عن Q من خلال مجاورة جذر وحدة nth البدائي ζn. كما يحتوي هذا الحقل على جميع جذور الوحدة nth المركبة وأبعادها على Q المساوي لـφ(n)، حيث φ هو مؤشر أويلر.
- الأعداد الحقيقية؛ R, والأعداد المركبة؛ C, هي حقول لها أبعاد غير منتهية مثل الفضاء المتجهي لـ Q، لذلك لا يُعتبران من حقول الأعداد. نتيجة انتماء R وC إلى المجموعات الغير قابلة للعد، في حين أن جميع حقول الأعداد هي بالضرورة قابل للعد.
- تُعد مجموعة Q2 للأزواج المرتبة في الأعداد الكسرية مع الجمع والضرب، جبر تبادلي ثنائي الأبعاد على Q. مع ذلك، لا تُعتبر حقل لما تحويه من قواسم الصفر:

(1, 0) · (0, 1) = (1 · 0, 0 · 1) = (0, 0).